# 音乐-阿曼多·特罗瓦霍利之桥

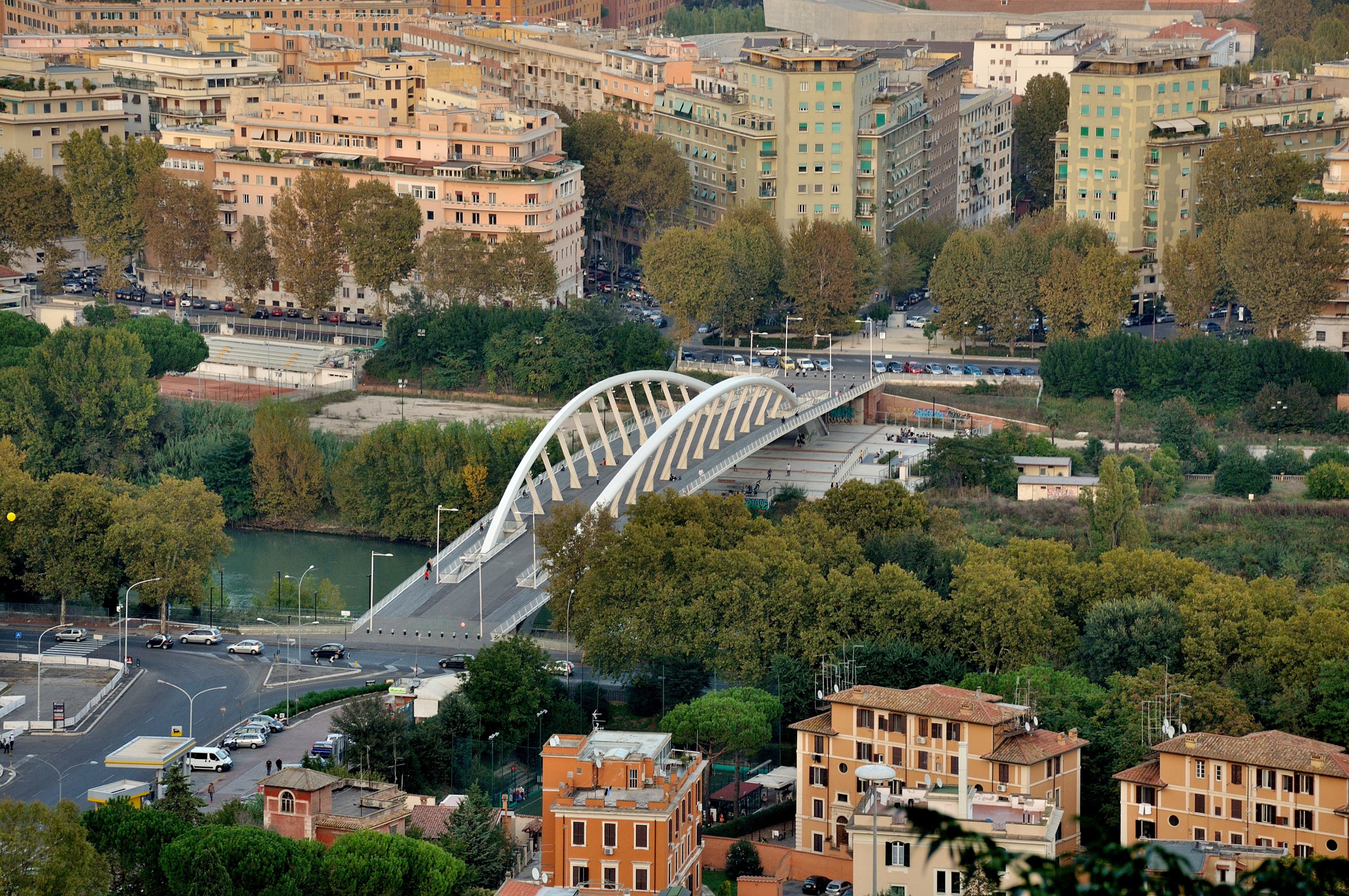

音乐-阿曼多·特罗瓦霍利之桥（Ponte della Musica-Armando Trovajoli）是罗马的一座钢筋混凝土拱桥，长190米，宽22米，建于2008-2011年，连接了台伯河两岸的德拉维多利亚区与弗拉米尼奥区；连接了弗拉米尼奥河岸与卡多纳元帅河岸；连接了音乐公园礼堂、格洛里别墅公园、国立二十一世纪艺术博物馆、奥林匹克剧院、意大利运动区（Foro Italico）、马里奥山绿地、意大利广播电视公司礼堂等。
该桥最初设计只允许行人通过，后来修改为也允许公共交通和电动车辆通过。2011年命名为“音乐之桥”2013年2月，罗马作曲家阿曼多·特罗瓦霍利去世。同年5月30日，他的名字加入到桥的名称。
该桥的设计师是伦敦鲍威尔 - 威廉姆斯建筑师事务所的 Buro Happold赢得了国际设计竞赛，造价800万欧元。
该桥于2008年动工，2011年完工。